# Balzer Peter Vahl
Balzer Peter Vahl (* 28. August 1718 in Lassan; † 1792 in Greifswald) war Bürgermeister von Greifswald. Er begründete die Greifswalder Kaufmannsfamilie Vahl.
Er wurde am 18. April 1744 als Kaufmann im ersten Stande Bürger von Greifswald. Der Kaufmann gehört ab 1747 den Fünfzigmännern und ab 1751 den Achtmännern der Stadt an. 1755 wurde er Mitglied des Stadtrates und 1762 Stadtkämmerer. Ab 1785 war er dritter Bürgermeister und bekleidete dieses Amt bis zu seinem Tod 1792. Er überwachte den 1782 vom Rat der Stadt beschlossenen Rückbau und die Umgestaltung von Teilen der Greifswalder Befestigungsanlagen zu einer Grünanlage (Wallpromenade).
Er war verheiratet mit Christine Elisabeth Venthien (1723–1782). Neben mehreren Töchtern entstammten der Ehe die später geadelten Söhne Gottfried Michael (1748–1811) und Balzer Peter.